# Otis Cary (Theologe)

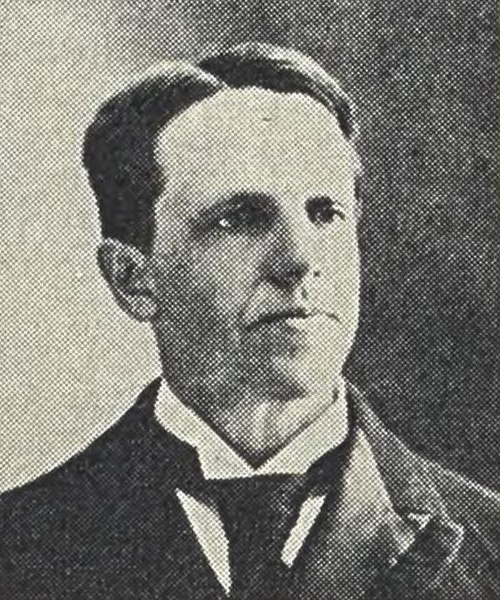
Otis Cary

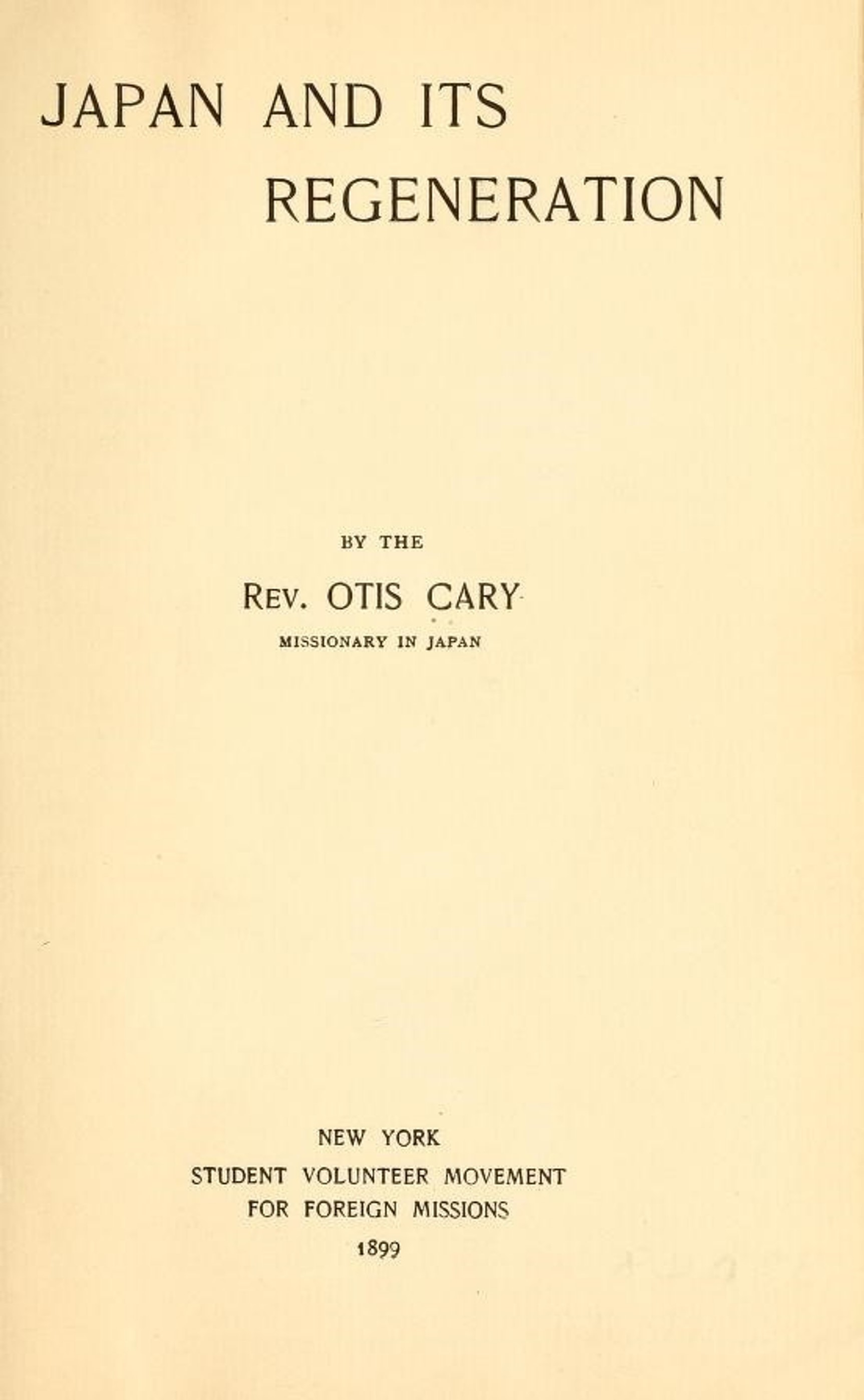
„Japan and Its Regeneration“

Otis Cary (geboren 1851 in Foxboro (Massachusetts), Vereinigte Staaten; gestorben 1932) war ein amerikanischer Missionar, der im Japan der Meiji-Zeit längere Zeit lehrend tätig war.

## Leben und Werk
Otis Cary studierte am Amherst College in Amherst, wo er mit dem Japaner Niijima Jō Bekanntschaft schloss. Danach bildete er sich am „Andover Theological Seminar“ in Andover, ebenfalls in Massachusetts, weiter. Nach seiner Ordination 1877 wurde er nach Japan entsandt.
In Japan lud der Gouverneur der Präfektur Okayama Cary mit seiner Frau und drei weitere Missionare ein, womit sie zu den ersten Ausländern aus dem Westen wurden, die in der Präfektur residierten. Von 1892 bis 1918 wurde Otis Professor für Homiletik und praktische Soziologie an der „Dōshisha“, der Vorläufereinrichtung der heutigen Dōshisha-Universität.
Cary verfasste mit Hilfe japanischer Übersetzer christliche Texte und Lehrbücher. Zu seinen Publikationen gehören The man who feared God for Nought. Being a Rhythmical Version of the Book of Job (1898), Japan and Its Regeneration (1899) und die History of Christianity in Japan (1909).
Carys Sohn Frank Cary war ebenfalls an der Dōshisha-Universität tätig. Der Japanologe Otis Cary (1921–2006) war sein Enkel.